# Fürstenau (Zwitserland)
Fürstenau (Reto-Romaans: Farschno; Italiaans (verouderd): Firstinao) is een gemeente en plaats in het Zwitserse kanton Graubünden, en maakt deel uit van het district Hinterrhein.
Al in de middeleeuwen stonden in deze vallei twee stadskastelen en de Meierhof, het zomerhuis voor de bisschop van Chur. In 1354 gaf Keizer Karel IV stads- en marktrechten aan Fürstenau.
Fürstenau telde in 2014 slechts 329 inwoners, maar meer zijn er nooit geweest. Er wordt vooral Duits gesproken, ongeveer 3% spreekt nog Romaans en ongeveer 1% spreekt nog Italiaans.
De dorpskerk werd in 1354 reeds beschreven. Rond 1715 werd de kerk uitgebreid en rond 1765 werd de toren erbij gebouwd. Rond 1923-1925 werd de kerk gerestaureerd. De huidige klokken wegen respectievelijk 178 kg, 245 kg en 408 kg.
Sinds 2014 is er een restaurant in Schloss Schauenstein dat tot de top-50 van de wereld behoort. Chef-kok en eigenaar is Andreas Caminada. Hij heeft sinds 2010 drie Michelinsterren en 19 Gault&Millau-punten.

## Overleden
- Anna von Planta (1858-1934), filantrope

## Galerij

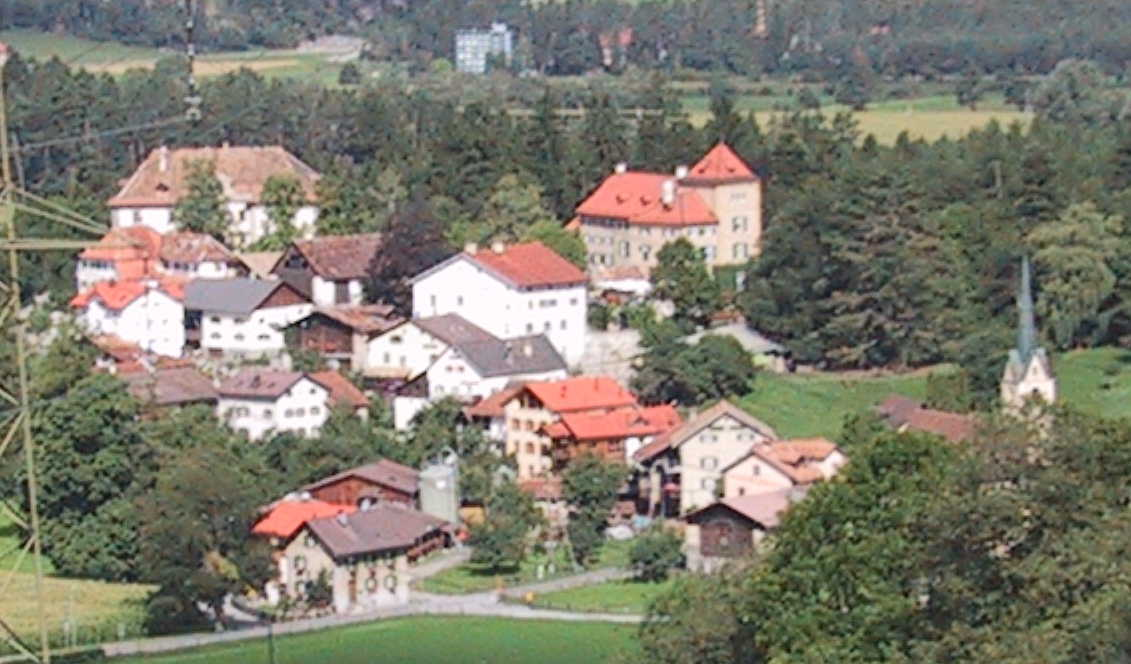
De stad
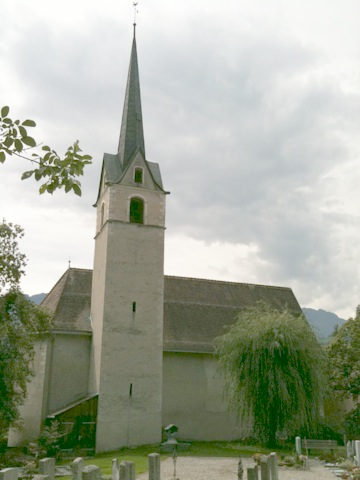
Gereformeerde kerk
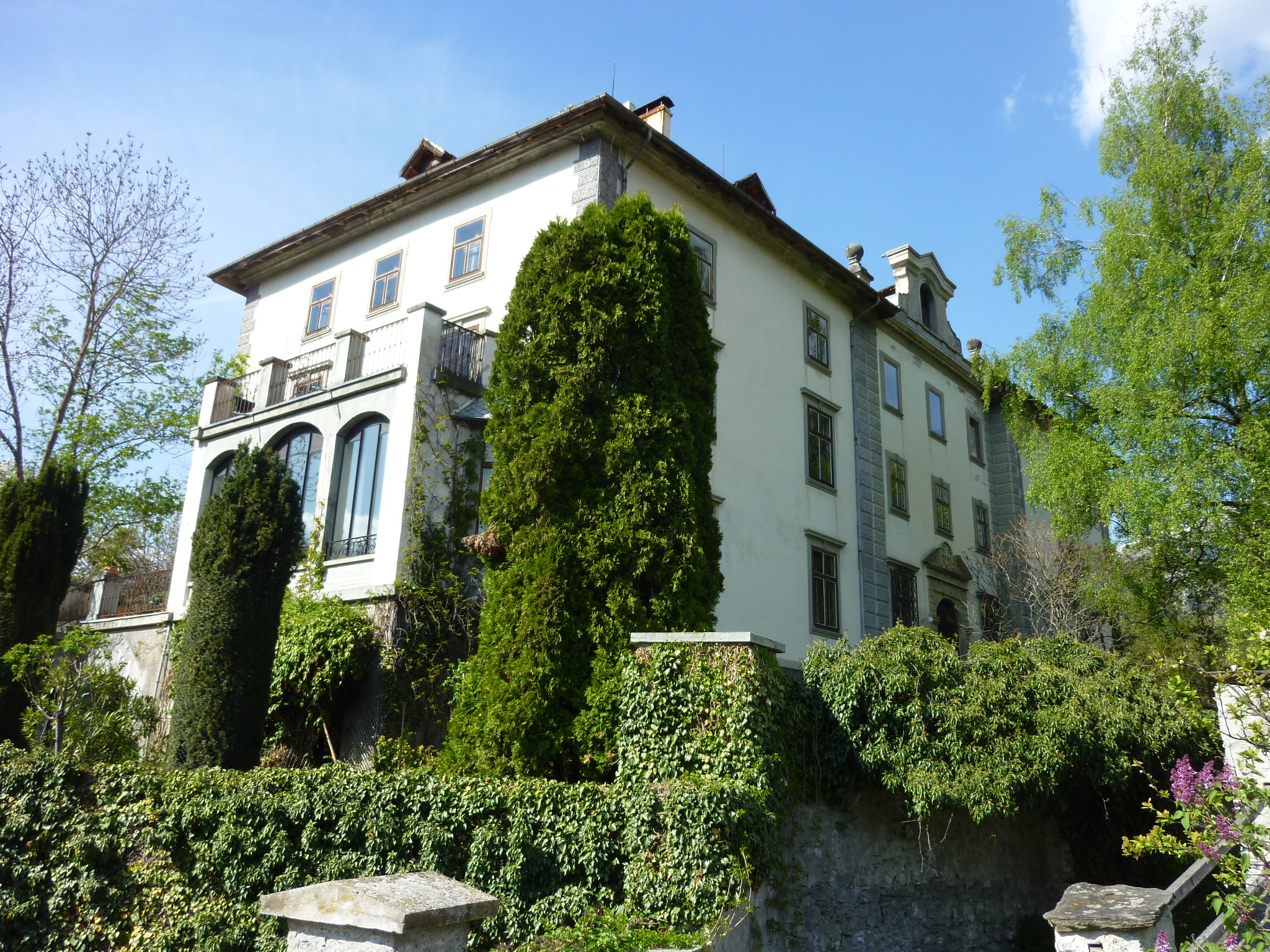
Zomerhuis v.d. bisschop
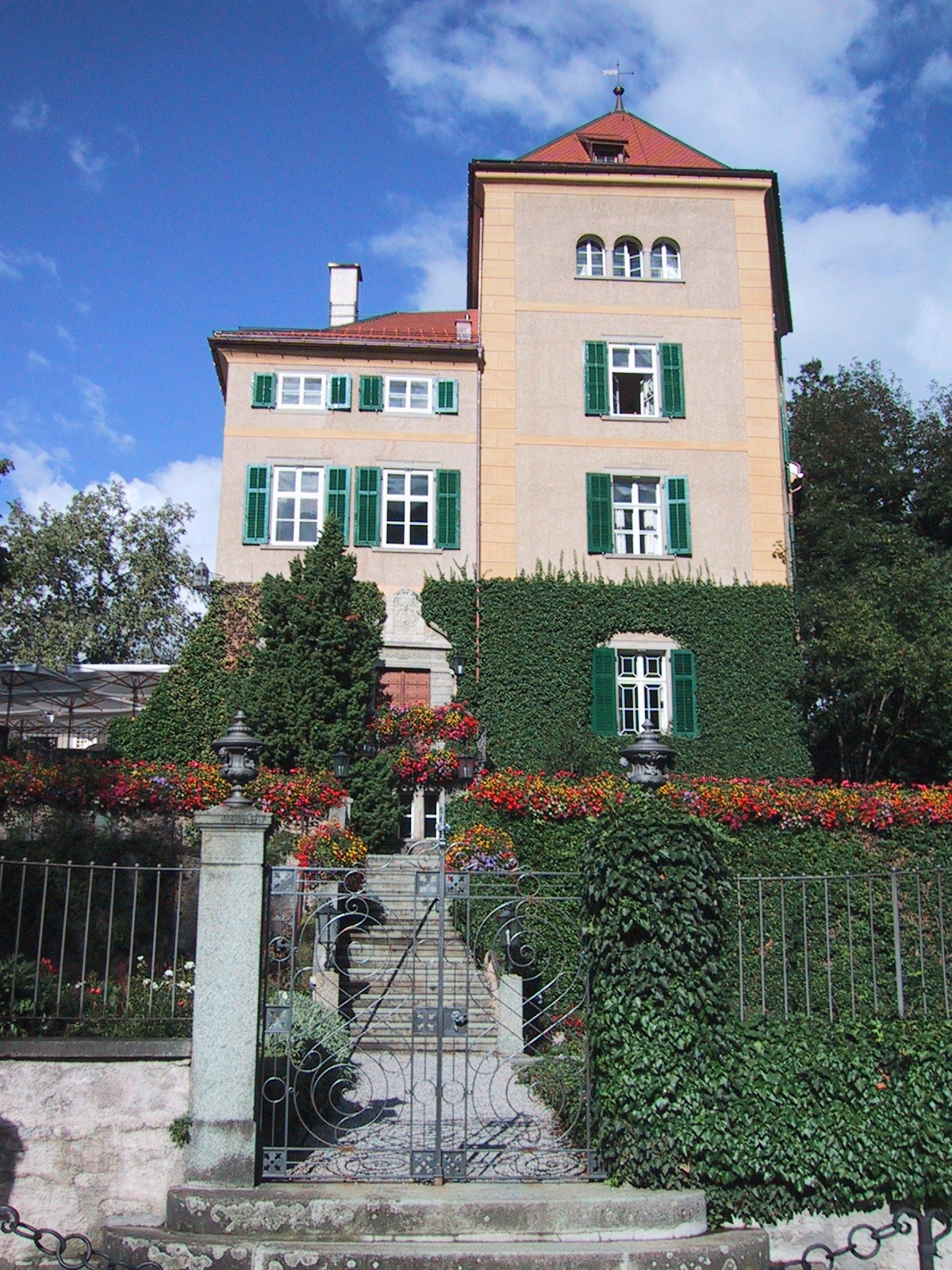
Schloss Schauenstein

- Gemeinsame Normdatei: 4499037-6
- Historisch woordenboek van Zwitserland: 001473

Andeer · Avers · Cazis · Domleschg  · Ferrera · Flerden · Fürstenau · Hinterrhein · Masein · Muntogna da Schons · Nufenen · Rongellen · Rothenbrunnen · Scharans · Sils im Domleschg · Splügen · Sufers · Thusis · Tschappina · Urmein · Zillis-Reischen